# Diego de Arroyo

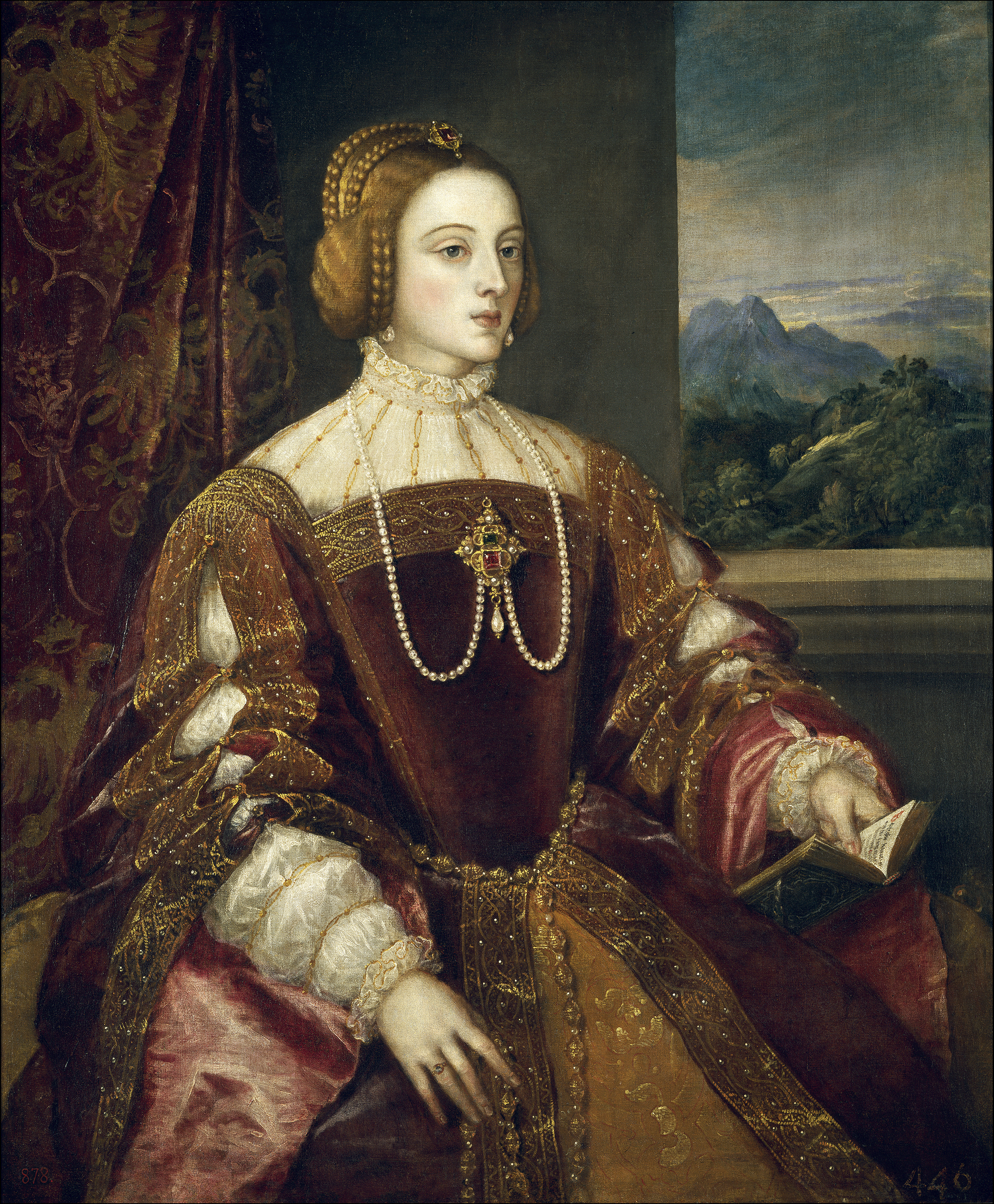
Retrato de Isabel de Portugal (1548), por Tiziano.

Diego de Arroyo (Toledo, 1498 - Madrid, 1551) fue un pintor español. Calificado como el mejor iluminador de manuscritos de su época, fue pintor de cámara  de Carlos I de España, y posteriormente fue rey de armas con Felipe II de España.

## Biografía
Fue yluminador al servicio de la emperatriz Isabel, esposa de Carlos, desde 1530; documentándose a su nombre retratos, quizá en soporte de papel, que no se han conservado; entre ellos uno realizado junto a Manuel Denis y otro, de atribución discutible, de la emperatriz, que sería el que sirvió de modelo para el retrato póstumo que le hizo Tiziano en 1548. Este retrato póstumo fue encargado varios años después de la muerte de la emperatriz (1539) por Carlos V al maestro veneciano, que nunca había visto a la retratada. Para realizarlo se sirvió como modelo de un cuadro de un pintor desconocido o "de segunda fila", que se perdió en el incendio del Palacio del Pardo de 1604. Fuentes italianas contemporáneas (Pietro Aretino) citan ese retrato de la emperatriz, calificándolo de trivial, posiblemente por no adecuarse al gusto italiano, pero molto simile al vero, e indican que complacía al emperador, al menos lo suficiente como para basar en él el encargo de Tiziano. La atribución de la autoría a Diego de Arroyo es solo una entre varias posibles, estando entre ellas las de los pintores Scrouts, Seisenegger o Vermeyen.
Diego de Arroyo acompañó al rey Felipe en un viaje por Europa, y mantuvo breves estancias en Toledo, donde se le encargaron trabajos para la catedral, destacadamente la iluminación del Libro de los presagios, en la que fue asistido por su aprendiz Francisco de Buitrago, y por la que le pagaron más de treinta mil maravedíes (una cantidad extraordinaria en la época).